# فرودگاه شهرستان گوینت
فرودگاه شهرستان گوینت (به انگلیسی: Gwinnett County Airport) (به زبان بومی: Briscoe Field) یک فرودگاه همگانی بهره‌برداری هوایی است که یک باند فرود آسفالت دارد و طول باند آن ۱۸۲۹ متر است. این فرودگاه در کشور ایالات متحده آمریکا قرار دارد و در ارتفاع ۳۲۳ متری از سطح دریا واقع شده است.